# Paola Iezzi
Paola Iezzi (Milán, 30 de marzo de 1974) es una cantante y compositora italiana.
Paola se graduó en el liceo, donde como profesor de latín, griego e italiano tuvo el cantante Roberto Vecchioni.

Desde los años de la escuela secundaria con su hermana comenzaron a cantar en varias bandas rock de Milán, hasta que sean contratados por el productor Claudio Cecchetto. De este período, en 1995 como corista se ha unido al grupo musical italiano 883.
En 1997 fundó el dúo Paola & Chiara: junto con su hermana, con la canción Amici come prima ganó el Festival de San Remo.

## Discografía
- 2009 - Alone
- 2012 - In adorazione di te
- 2012 - Xcept You
- 2013 - Se perdo te
- 2014 - Get Lucky

## Programas de televisión
- 1998 - So 90′s (MTV)
- 1999 - Tribe Generation (Italia 1)
- 2013 - I migliori anni (Rai 1)
- 2013 - Nord sud ovest est, Tormentoni on the road (Italia 1)
- 2014 - La pista (Rai 1)